# Barraca IV (Aiguamúrcia)
La Barraca IV és una obra d'Aiguamúrcia (Alt Camp) inclosa a l'Inventari del Patrimoni Arquitectònic de Catalunya.

## Descripció
És una barraca de planta rectangular, associada al marge pel seu lateral dret. Està coberta amb pedruscall i la cornisa és horitzontal amb les pedres de la darrera filada col·locades al rastell. A la part posterior uns pujadors permeten accedir a la coberta. El portal és dovellat i orientat a l'Est.
A l'interior hi veurem una falsa cúpula que tanca amb lloses a una alçada de 3'50m. La seva planta és rectangular i a mida: Fondària 2'60m. Amplada 2'66m. Com a element funcional veurem una menjadora, però degut a les andròmines acumulades, no es pot veure si té més elements.